# Eberhard Ludwig Gruber
Eberhard Ludwig Gruber (* 12. Juni 1665 in Stuttgart; † 11. Dezember 1728 in Schwarzenau) war ein radikaler Pietist und einer der ersten Führer der deutschen Inspirationsbewegung.
Gruber studierte von 1683 bis 1687 Theologie in Tübingen. Anschließend war er Repetent am dortigen Theologischen Stift und ab 1692 Diakon der Kirchengemeinde Großbottwar bei Marbach am Neckar. Da er im Laufe der Zeit immer stärker der kirchenkritischen Richtung des Pietismus (Radikaler Pietismus) zuneigte, wandte er sich 1703 in einer Predigt gegen den Pfarrer von Großbottwar. Da es daraufhin zu einem Aufruhr in der Stadt kam, versetzte die Kirchenleitung ihn in die Pfarrei Hofen bei Lauffen am Neckar. Endgültig wurde er 1706 seines Amtes enthoben.
Gruber suchte daraufhin Zuflucht bei den ersten deutschen Inspirationsgemeinden, die sich damals in der Wetterau, um Hanau und in der Grafschaft Isenburg-Büdingen bildeten. Hier organisierte er zunächst die Gemeinden Himbach, Ronneburg und Büdingen, bis er 1715 ausgewiesen wurde. Daraufhin zog er mit seinen Anhängern nach Schwarzenau in der Grafschaft Sayn-Wittgenstein, die sich nun zu einem neuen Zentrum der Inspirierten entwickelte. Dort rief er weitere Gemeinden ins Leben, als deren Leiter er bis zu seinem Lebensende fungierte.
Darüber hinaus betätigte sich Gruber als Dichter religiösen Liedguts. So gab er drei Sammlungen mit insgesamt 500 „Jesusliedern“ heraus.